# Démocrite prétendu fou
 (août 2022).
Pour les articles homonymes, voir Démocrite.
Démocrite prétendu fou est une comédie de Jacques Autreau, en trois actes et en vers libres, représentée par les Comédiens italiens, sur le théâtre de l'Hôtel de Bourgogne, le 24 avril 1730.
Dans cette pièce, qui se termine par le mariage de Démocrite avec une jeune affranchie, on voit de graves philosophes, tels qu'Aristippe de Cyrène, Diogène et Strabon, sans compter le non moins grave Hippocrate, se rendre chez Démocrite pour soumettre son état mental à l'examen (car son frère Damastus l'a accusé de folie auprès du sénat) et s'amouracher tous les quatre à la fois de la belle affranchie, dont Hippocrate se trouve à la fin être le père.
La pièce fut alors vivement applaudie et resta pendant cinquante ans au répertoire.

## Éditions
- Démocritte prétendu fou comédie en trois actes, représentée pour la première fois le ... 24 avril 1730 par les Comédiens italiens ordinaires de S. M., sur leur théâtre de l'Hôtel de Bourgogne, Paris, Louis-Denis Delatour, 1730, 82 p.
- Démocrite prétendu fou, comédie en trois actes et en vers, Paris, au Bureau de la Petite Bibliothèque des Théâtres, 1785, 101 p. Lire en ligne.